# Gustav Pfeiffer
Johann Gustav Pfeiffer (* 7. Januar 1768 in Bülitz; † 14. Mai 1831 in Eutin) war ein deutscher evangelisch-lutherischer Geistlicher.

## Leben
Gustav Pfeiffer war ein Sohn des Pastors Johann Christian Pfeiffer (* 25. November 1733 in Quickborn; † 12. Juli 1771 in Bülitz) und dessen Ehefrau Anna Christina Dorothea, geborene Dithmer (* 4. Juli 1746 in Kronshagen; † 12. April 1825 in Eutin). Die Mutter war eine Tochter des Pastors Johann Heinrich Dithmer. Nach dem frühen Tod des Vaters heiratete sie in zweiter Ehe in Lüneburg einen Mann namens Wezelius.
Da Pfeiffer früh seinen Vater verlor, übernahm der Lüchower Superintendent Danckwert wahrscheinlich seine Vormundschaft und Erziehung. Ab dem Sommersemester 1787 besuchte er die Universität Göttingen für ein Studium der Evangelischen Theologie. Die dortige theologische Fakultät war geprägt vom Rationalismus und Gottlieb Jakob Planck als dessen radikalstem Vertreter. Nach Studienende arbeitete er lange als Hauslehrer, anfangs in Südhannover und von ungefähr 1795 bis Ende 1801 als Hauserzieher von Wolf Heinrich von Baudissin. Die Stelle bei Carl Ludwig von Baudissin hatte ihm wahrscheinlich der hannoversche Konsistorialrat Johann Christoph Salfeld vermittelt, den von Baudissin erneut um Rat in der Nachfolge Pfeiffers bat, nachdem dieser Schloss Rantzau verlassen hatte.
Auf Rantzau lernte Pfeiffer die Gouvernante Christiane Mariane Heins (getauft am 1. Mai 1771 in Hamburg; † 9. Oktober 1839 in Eutin) kennen, die als Waisenkind zum engeren Kreis der Familie gehörte. Beide heirateten am 28. Mai 1802 im Rahmen einer Haustrauung auf dem Gut; 1810 wurde der Sohn Wilhelm Pfeiffer geboren.
Am 10. September 1799 legte Pfeiffer in Hannover das Konsistorialexamen ab, arbeitete aber weiterhin für den Grafen Baudissin. 1801 reichte er erfolgreich eine Bewerbung für das Diakonat (2. Pfarrstelle) der Stadtkirche von Eutin ein. Fürstbischof Peter Friedrich Ludwig verlangte aufgrund seiner guten Zeugnisse kein Indigenat. Am 10. Januar 1802 wurde er in das Amt eingeführt. 1809 wurde die Stelle des Hofpredigers aufgehoben und durch ein Kompastorat ersetzt, das Pfeiffer bekam. Er selbst erachtete die Stelle aufgrund des kleinen Wirkungskreises als nicht befriedigend. 1810 erhielt er einen Ruf an die St.-Fabian-Kirche nach Rensefeld, dem er aufgrund der unsicheren Verhältnisse nicht folgte. Vom 13. Oktober 1815 bis an sein Lebensende wirkte er als Eutiner Hauptpastor.

## Wirken
Pfeiffer trat wissenschaftlich nicht in Erscheinung. Im Zusammenhang mit der vakanten Superintendentur nach dem Weggang von Johann Rudolph Christiani verfasste er die an den Herzog adressierte Denkschrift „Pro Memoria“. Mit seinem auf den 5. März 1815 datierten Text löste er eine große Reform des Kirchenwesens von Eutin aus. Er schrieb darüber hinaus im Rahmen von Verhandlungen mehrere Gutachten, die zu einer am 6. Januar 1817 erlassenen „Hochfürstlichen Verordnung“ führten. Mit dieser Verordnung wurden die als „anstößig“ bezeichneten Gebühren (Stolgebüren) abgeschafft, die Besoldung der Priester und die Versorgung der Witwen festgelegt und die Amtspflichten gerecht geordnet.
Pfeiffers Schrift zeigt, dass er ein rationales Verständnis der Kirche hatte. Er bezeichnete Prediger als „wirkliche Staatsdiener“, die sich ganz der „Erweiterung des Reiches der Wahrheit und der Tugend“ widmen sollten. Er unterbreitete Vorschläge, wie die Landjugend besser ausgebildet werden könnte und trat für jährlich abgehaltene Synoden, die der „Verbesserung der Bildung der Landgeistlichen“ dienen sollten, ein. Maximilian Heinrich Rüder bezeichnete Pfeiffer als rationalen Prediger, der der in Göttingen vertretenen Lehrmeinung folgte.
Außerhalb des Wirkens als Theologe bemühte sich Pfeiffer um die Aufklärung. 1804 gründete er die „Literärgesellschaft“ mit, 1816 die Eutiner Bibelgesellschaft und um 1811 wahrscheinlich auch den Musikalischen Verein. Zusammen mit seiner Frau, die in engem Kontakt mit Caroline Rudolphi stand, hatte er eine private Töchterschule. Die Literärgesellschaft traf sich in seinem Haus und diskutierte im Juni 1805 über Christian Heinrich Wolke und Hermann Daniel Hermes.
Pfeiffer engagierte sich für die Kirchenmusik und sorgte dafür, dass der von Pastor H. Jungclaussen aus Altenkrempe geleitete Musikalische Verein 1816 und 1817 Der Tod Jesu und 1819 Die Schöpfung aufführte. Als geübter Zeichner pflegte er Kontakte mit dem Maler Wilhelm Tischbein, der der Patenonkel seines Sohnes Wilhelm war. An Weihnachten 1814 übergab Tischbein für sein Patenkind ein großes Gemälde. Der Maler gab Pfeiffers Tochter Dorothea (1806–1864), die lebensnahe Porträts ihrer Eltern erstellte, Malunterricht.